# لوون بابجیان
لوون بابجیان (ارمنی: Լեւոն Բաբուջյան؛ زادهٔ ۸ مهٔ ۱۹۸۶) شطرنج‌باز اهل ارمنستان است.
او در مؤسسه ملی فرهنگ فیزیکی و ورزشی ارمنی فعالیت دارد و مدیر یک مدرسه شطرنج در منطقه مالتیا-سباستی ایروان است.
او در آوریل ۲۰۰۶ به عنوان استاد بین‌المللی و در ژانویه ۲۰۱۰ به عنوان استادبزرگ شطرنج شناخته شد.
| به‌دلیل برخی مشکلات فنی، نمودارها موقتاً قابل مشاهده نیستند. اطلاعات بیشتر پیرامون این مشکل در فابریکاتور و وبگاه مدیاویکی در دسترس است. | |
| | به‌دلیل برخی مشکلات فنی، نمودارها موقتاً قابل مشاهده نیستند. اطلاعات بیشتر پیرامون این مشکل در فابریکاتور و وبگاه مدیاویکی در دسترس است. |